# Finn Wittrock
Finn Wittrock, nato Peter L. Wittrock Jr. (Lenox, 28 ottobre 1984), è un attore statunitense.
È noto principalmente per i suoi ruoli nelle serie tv ideate da Ryan Murphy, in particolare American Horror Story.

## Biografia
Nato a Lenox, Massachusetts, si diploma alla Juilliard School. Debutta nel 2003 partecipando ad un episodio di Cold Case - Delitti irrisolti e di E.R. - Medici in prima linea, poi nel 2004 partecipa al film televisivo Halloweentown High - Libri e magia, ma diviene noto per aver interpretato dal 2009 al 2011 il ruolo di Damon Miller nella soap opera La valle dei pini. Prima di partecipare a La valle dei pini, Wittrock ha avuto una lunga formazione teatrale, nel 2008 ha interpretato Romeo in Romeo e Giulietta per la Shakespeare Theatre Company, ha partecipato alla produzione off-Broadway The Illusion e nel 2012 ha debuttato a Broadway nei panni di Harold "Happy" Loman in Morte di un commesso viaggiatore al fianco di Philip Seymour Hoffman. Successivamente ha lavorato con Diane Lane in La dolce ala della giovinezza di Tennessee Williams.
Dopo altre partecipazioni televisive, nel 2013 recita nella prima stagione della serie televisiva Masters of Sex, dove interpreta un prostituto gay. Nel 2014 inizia ad ottenere maggiori ruoli cinematografici, interpreta Gabriel in Storia d'inverno e in Noah è un giovane Tubal-cain, interpretato in età adulta da Ray Winstone. È nel 2014 che arriva il vero successo, dove partecipa al pluripremiato film The Normal Heart, diretto da Ryan Murphy ed al candidato all'Oscar Unbroken di Angelina Jolie.
Sempre nello stesso anno, è tra i protagonisti della quarta stagione della serie antologica American Horror Story: Freak Show, interpretando il ricco viziato Dandy Mott, per cui ottiene una candidatura come miglior attore non protagonista ai premi Emmy 2015. L'anno dopo è tra i protagonisti, insieme a Lady Gaga e Matt Bomer, della quinta stagione della serie horror American Horror Story: Hotel, dove interpreta due ruoli, il modello Tristan Duffy e l'attore Rodolfo Valentino, partecipando inoltre al film La grande scommessa.
Nel 2016 partecipa come special guest star alla sesta stagione di American Horror Story: Roanoke, dove interpreta Jether Polk. L'anno successivo, nel mese di giugno, viene scelto per interpretare Jeffrey Trail nella seconda stagione di American Crime Story, intitolata L'assassinio di Gianni Versace, debuttata nel 2018. Nel 2019 Wittrock torna per la nona stagione di American Horror Story, American Horror Story: 1984, nell'episodio finale della stagione. Nel 2020 è il coprotagonista della serie Ratched. Nel 2021 Wittrock viene scelto per interpretare Guy Gardner / Lanterna Verde in una serie tv di HBO Max incentrata sul supereroe.

## Vita privata
Nel 2014 convola a nozze con Sarah Roberts. Il primo figlio della coppia, Jude, nasce nel marzo 2019.

## Filmografia

### Attore

#### Cinema
- Twelve, regia di Joel Schumacher (2010)
- Storia d'inverno (Winter's Tale), regia di Akiva Goldsman (2014)
- Noah, regia di Darren Aronofsky (2014)
- Unbroken, regia di Angelina Jolie (2014)
- My All American, regia di Angelo Pizzo (2015)
- The Submarine Kid, regia di Eric Bilitch (2015)
- La grande scommessa (The Big Short), regia di Adam McKay (2015)
- La La Land, regia di Damien Chazelle (2016)
- Landline, regia di Gillian Robespierre (2017)
- Locating Silver Lake, regia di Eric Bilitch (2017)
- A Futile and Stupid Gesture, regia di Davide Wain (2018)
- Write When You Get Work, regia di Stacy Cochran (2018)
- Se la strada potesse parlare (If Beale Street Could Talk), regia di Barry Jenkins (2018)
- The Last Black Man in San Francisco, regia di Joe Talbot (2019)
- Judy, regia di Rupert Goold (2019)
- Semper Fi - Fratelli in armi (Semper Fi), regia di Henry Alex Rubin (2019)
- A Mouthful of Air, regia di Amy Koppelman (2021)
- Un lungo weekend (Long Weekend), regia di Steve Basilone (2021)
- Acque profonde (Deep Water), regia di Adrian Lyne (2022)
- La ragazza più fortunata del mondo (Luckiest girl alive), regia di Mike Barker (2022)
- Don't move, regia di Brian Netto (2024)

#### Televisione
- Cold Case - Delitti irrisolti (Cold Case) – serie TV, episodio 1x01 (2003)
- E.R. - Medici in prima linea (E.R.) – serie TV, episodio 10x09 (2003)
- Halloweentown High - Libri e magia (Halloweentown High), regia di Mark A.Z. Dippé – film TV (2004)
- CSI: Miami – serie TV, episodio 3x04 (2004)
- La valle dei pini (All My Children) – serial TV, 120 puntate (2009-2011)
- Torchwood – serie TV, episodio 4x02 (2011)
- Harry's Law – serie TV, episodio 2x12 (2012)
- Criminal Minds – serie TV, episodio 7x11 (2012)
- Law & Order - Unità vittime speciali (Law & Order: Special Victims Unit) – serie TV, episodio 15x05 (2013)
- Masters of Sex – serie TV, 4 episodi (2013)
- The Normal Heart, regia di Ryan Murphy – film TV (2014)
- American Horror Story – serie TV, 29 episodi (2014-2016; 2019; 2021)
- Deadbeat – serie TV, episodio 2x11 (2015)
- American Crime Story – serie TV, 4 episodi (2018)
- Ratched – serie TV, 8 episodi (2020)

### Sceneggiatore
- The Submarine Kid, regia di Eric Bilitch (2015)

### Produttore
- Locating Silver Lake, regia di Eric Bilitch (2017)

## Teatro
- Candida (2008)
- Romeo e Giulietta (2008)
- The Age of Iron (2011)
- The Illusion (2011)
- The Blue Deep (2012)
- Morte di un commesso viaggiatore (2012)
- La dolce ala della giovinezza (2013)
- The Guardsman (2013)
- Otello (2016)
- Lo zoo di vetro (2017)
- 2:22 (2022)

## Doppiatori italiani
Nelle versioni in italiano delle opere in cui ha recitato, Finn Wittrock è stato doppiato da:
- Marco Vivio in Storia d'inverno, La grande scommessa, La La Land, Se la strada potesse parlare, Semper Fi - Fratelli in armi
- Daniele Raffaeli in Law & Order - Unità vittime speciali, Ratched, Don't Move
- David Chevalier in Halloweentown High - Libri e magia, Criminal Minds
- Leonardo Graziano in CSI: Miami
- Alessio De Filippis in Cold Case - Delitti irrisolti
- Alessandro Budroni in Masters of Sex
- Christian Iansante in Noah
- Simone Veltroni in The Normal Heart
- Fabrizio Manfredi in Unbroken
- Emiliano Coltorti in American Horror Story
- Emanuele Ruzza in American Crime Story
- Simone D'Andrea in Judy
- Renato Novara in Un lungo weekend
- Marco Giansante in Acque profonde
- Dimitri Winter in La ragazza più fortunata del mondo